# 龔俊龍
龔俊龍，GBS，JP（1959年10月—）是中國慈善家、商人，祖籍广东省陆丰市，香港太平紳士、第十三届全国政协委员。金龍集團、「恒裕系」掌門人、恒裕控股董事會主席、香港廣東社團總會第九屆執行主席 ，第十屆香港廣東社團總會主席。2020年10月獲頒金紫荊星章。

## 生平
1988年，龔俊龍跨出了人生最重要的一步，在深圳東門北路購置了一處物業。開辦了金龍絲綢商場，開始了絲綢和服裝的進出口貿易業務。1993年，龔俊龍開始涉足房地產開發業務，先後組建南京金龍物業發展有限公司、深圳市金龍房地產開發有限公司，先後開發了康怡花園、五臺山專案。

## 公益事業
龔俊龍支持公益，先後捐助甲子中學新校區、“2016年廣東扶貧濟困日活動”,再次捐款1億元支持慈善事業,並榮獲“廣東扶貧濟困紅棉杯金杯獎。2019年7月，在《福布斯》發布的2019中國慈善榜中，龔俊龍以5億元的現金捐贈金額，排名第8名 截至2023年3月為止，據傳媒報道龔已經向社會捐出26億元人民幣。

## 公職

### 中國香港
香港新民黨中央會員、香港廣東社團總會第九屆執行主席 、第十屆香港廣東社團總會主席。2020年10月獲頒金紫荊星章、香港太平紳士、香港汕尾同乡总会名誉会长

### 中國內地
广东省第五届海外联谊会副会长中国高级检察官教育基金会常务理事、广东省禁毒委员会荣誉副理事长、深圳市社会治安基金会常务理事、深圳市警察基金会常务理事、南京市荣誉市民、陆丰市红十字会名誉会长、广东省第五届海外联谊会副会长等。
历任广东省政协委员第九届、十届、十一届委员、广东省政协常委、第十三屆全國政協委員、第十四屆全國政协常委

## 荣誉
深圳市十大优秀青年企业家
南京市荣誉市民
金紫荊星章

## 家庭
龔的太太林禪娟，子女包括龚海鹏、龚泽明、龚泽民、龔嘉琳。

## 事業
龔氏家族旗下恆裕集團由房地產開發拓展到礦業、創投、實业投資、企業併購資產重組等業務，
集團成員包括香港上市公司亞洲果業、深圳市前海国际能源金融中心有限公司、深圳长城大酒店有限公司、深圳市恒裕信帮投资发展有限公司、深圳市银海实业有限公司、深圳上市公司华联控股等
深圳市恒裕实业（集团）有限公司始建于1987年，由香港恒裕控股有限公司全资控股，是中国最早从事房地产开发及对外贸易的企业之一。三十年来，恒裕集团立足深圳，以“和谐、创新、责任、梦想”的企业文化，形成“地产+资本”双线并举战略，以房地产开发为核心，资产管理和物业管理为辅的三大业务板块，成为资产规模超1000 亿人民幣的大型企业集团。

## 財富
2017年•胡润百富榜，龔氏家族以175 亿元人民幣資產位居174位。
2020年3月20日,龔俊龍以140億元人民幣財富名列《2020胡潤全球房地產富豪榜》第146位。
在2022年的胡润全球富豪榜上，龔氏家族以165亿元人民幣的身家位列第1408位